# Achille Louis Foville
Achille Louis Foville, född 1799 i Pontoise, död den 22 juni 1878 i Toulouse, var en fransk läkare. Han var far till Achille och Alfred de Foville.
Foville studerade i Paris, blev 1824 medicine doktor, var därefter överläkare först vid hospitalet för sinnessjuka i Rouen och sedermera (till 1848) vid dårhuset i Charenton. Han gjorde djupa och omfattande studier över hjärnans och nervsystemets sjukdomar. Resultaten av dessa forskningar publicerade han i Traité de l’anatomie, de la physiologie et de la pathologie du système nerveux cérébro-spinal (1844; ofullbordat).